# Suka Tani (Kalianda)
Suka Tani is een bestuurslaag in het regentschap Lampung Selatan van de provincie Lampung, Indonesië. Suka Tani telt 2988 inwoners (volkstelling 2010).